# Lora
Lora är en by i Lesja kommun i Innlandet fylke i Norge. Byn ligger i Gudbrandsdalen, vid Europaväg 136 och Raumabanan, på norra sidan av älven Gudbrandsdalslågen.